# ChromeOS
ChromeOS er et operativsystem udviklet af Google, der primært anvendes på Chromebooks. Det blev første gang annonceret i 2009 og har siden da fået popularitet som et letvægts, sikkerhedsfokuseret og cloud-baseret operativsystem.

## Funktioner
ChromeOS har flere funktioner, der adskiller det fra traditionelle operativsystemer:
1. Cloud computing: ChromeOS er designet til at være tæt integreret med cloud-tjenester som Google Drev. Dette giver brugerne mulighed for at gemme og få adgang til deres filer og data online fra forskellige enheder. Brugere kan nemt synkronisere og dele filer mellem enheder og arbejde i realtid sammen med andre.
2. IT-sikkerhed: ChromeOS har indbyggede sikkerhedsfunktioner, der fokuserer på at beskytte brugerne mod malware og sikkerhedstrusler. Det anvender en sandboxing-teknologi, der isolerer apps og begrænser deres adgang til systemressourcer. Derudover opdateres ChromeOS automatisk i baggrunden for at sikre, at brugerne altid har den nyeste sikkerhedsbeskyttelse.
3. Hurtig opstartstid: ChromeOS er kendt for sin hurtige opstartstid, hvilket betyder, at brugere kan starte deres Chromebooks og komme i gang med at arbejde på få sekunder. Denne hurtige opstartstid gør det ideelt til produktivitet på farten.
4. Android-apps: ChromeOS har udvidet sin funktionalitet ved at understøtte Android-apps. Dette betyder, at brugerne kan downloade og installere deres foretrukne mobilapps direkte på deres Chromebooks. Denne integration giver brugerne adgang til et bredere udvalg af applikationer og giver dem mulighed for at bruge populære apps som social medieplatforme, produktivitetsværktøjer og spil.

## Brugsscenarier
ChromeOS er populært i forskellige brugsscenarier:
1. **Uddannelse**: Chromebooks med ChromeOS er meget udbredt i uddannelsessektoren. De er økonomisk overkommelige, nemme at administrere og integrerer sømløst med Google-tjenester som Google Classroom og Google Drev. Denne kombination af funktioner gør Chromebooks ideelle til studerende og undervisere.
2. **Virksomheder**: ChromeOS tilbyder nem administration og sikkerhedsfunktioner, der gør det attraktivt for virksomheder, især dem der allerede bruger Google Workspace (tidligere kendt som G Suite). Virksomheder kan nemt administrere og administrere en flåde af Chromebooks og sikre, at data og applikationer er beskyttet.
3. **Personlig brug**: Chromebooks er også populære blandt privatpersoner på grund af deres brugervenlighed og lave omkostninger. ChromeOS' integration med Google-økosystemet giver brugerne en sømløs oplevelse på tværs af enheder og gør det nemt at synkronisere og få adgang til data overalt.

## Kritik og kontroverser
Selvom ChromeOS har sin popularitet, har det også mødt nogle kritikpunkter og kontroverser:
1. **Afhængighed af internettet**: ChromeOS er primært designet til at arbejde online, hvilket betyder, at brugere kan opleve begrænsninger, når de ikke har adgang til internettet. Selvom offline-funktionalitet er blevet forbedret over tid, er ChromeOS stadig mere afhængig af en internetforbindelse sammenlignet med traditionelle operativsystemer.
2. **Begrænset softwareudvalg**: ChromeOS har ikke det samme softwareudvalg som traditionelle operativsystemer som Windows eller macOS. Selvom det understøtter Android-apps, kan nogle specialiserede softwareprogrammer ikke være tilgængelige. Dette kan være en udfordring for brugere, der har behov for specifik software til deres arbejde eller hobbyer.